# Roberto Fronte
Roberto Fronte (Milano, 9 marzo 1893 – ...) è stato un calciatore italiano, di ruolo difensore.

## Carriera
Giocò nell'Inter nelle stagioni 1909-1910, 1910-1911 e 1911-1912, vincendo uno scudetto e totalizzando 25 presenze; nel 1913, durante il servizio militare, giocò con l'Alessandria, prendendo parte ad almeno un'amichevole pre-campionato, ma non disputando alcuna gara ufficiale.

## Palmarès
- Campionato italiano: 1

Inter: 1909-1910